# Calle Lorenzo de Garaycoa

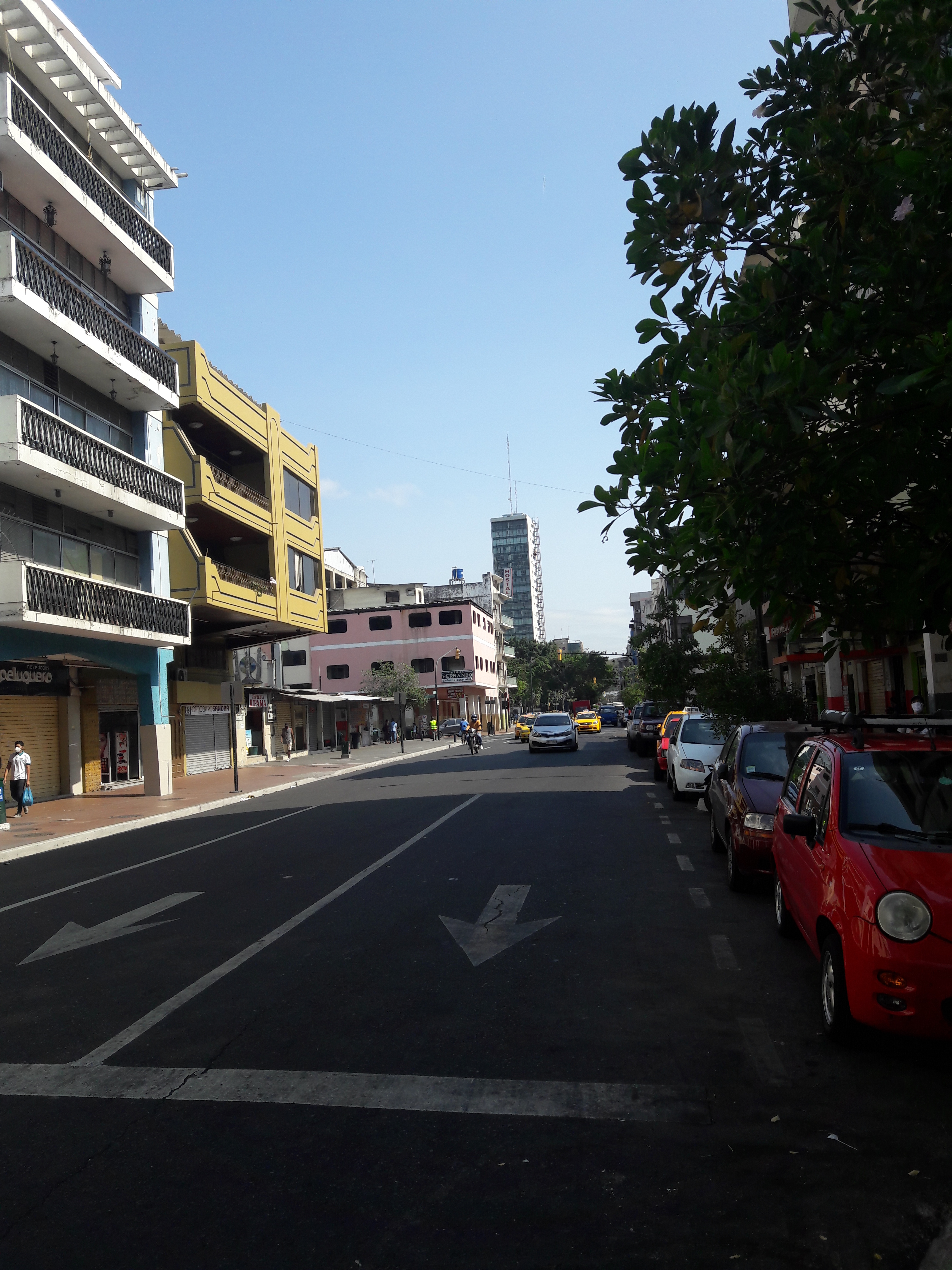
Calle Garaycoa

La Calle Lorenzo de Garaycoa es una calle de la ciudad ecuatoriana de Guayaquil. Se ubica en el centro de la ciudad y es denominada en honor al comandante Lorenzo de Garaycoa y Llaguno, quien fue uno de los próceres de la batalla de independencia de Guayaquil, el 9 de octubre de 1822.

## Historia
Antiguamente llamada Santa Elena en los años de 1887, cambió su nombre el 26 de agosto de 1918. La calle adquirió importancia con la construcción del parque Centenario en 1920. Con una longitud de 3,6 kilómetros, actualmente la vía empieza desde la avenida Julián Coronel, frente a la puerta 3 del Cementerio Patrimonial de la Junta de Beneficencia hasta la avenida El Oro, en el sur de la ciudad. En esta calle también se encuentra el mercado central de casi un siglo de antigüedad.
Actualmente la calle Lorenzo de Garaycoa es con corredor vial de buses de transporte público que va en sentido norte-sur.

## Esculturas
En Las intersecciones de la calle Lorenzo de Garaycoa y 9 de octubre se encuentran la Columna de los Próceres como homenaje a los héroes del 9 de octubre, y en las calles Lorenzo de Garaycoa entre Padre Solano y Alejo Lascano se encuentra la escultura en honor a la Madre guayaquileña ubicada en el parque del mismo nombre, esta obra fue del artista guayaquileño Francisco Jiménez.